# Peter Pevensie
Peter Pevensie (Kong Peter den pragtfulde) er en fiktiv person var narnia-fortællingerne. Peter optræder i 3 af bøgerne nemlig: Løven, heksen og garderobeskabet, Prins Caspian og Det sidste slag. Peter er den ældste af de fire pevensiesøskende. Første gang Peter optræder i Narnia-universitet er i en alder af 13 i Løven, heksen og garderobeskabet, mens han er 22 år i den sidste bog. 